# Mołdawia na Letnich Igrzyskach Paraolimpijskich 2008
Mołdawia na Letnich Igrzyskach Paraolimpijskich w Pekinie była reprezentowana przez 1 zawodniczkę - sztangistkę Larisę Marinenkovą.

## Kadra

### Podnoszenie ciężarów
- Larisa Marinenkova

kategoria poniżej 67,5 kilograma kobiet - 8. miejsce (77,5 kg)